# Nólsoyar Páll
Nólsoyar Páll, egentligen Poul Poulsen Nolsøe, född 11 oktober 1766 i Nólsoy på ön Nólsoy, död 1809 i Sumba, är Färöarnas nationalhjälte. Han var sjöman, båtbyggare, uppfinnare, bonde och nationaldiktare (Fuglakvæði).

## Biografi

### Familjen
Poul var son till Súsanna Djónadóttir från Velbastaður och Poul Joensen från Nólsoy. Han var deras fjärde barn av totalt sju, varav endast en var flicka. Egentligen blev han döpt till Poul Poulsen, men liksom sina andra fem bröder tog han öns namn som efternamn. Hans bror Jacob Nolsøe (1775-1869) var handelsförvaltare vid Rybergs handelen, författare och politiker. Tillsammans med brodern Johann lärde han sig tidigt att läsa, även om de inte fick regelmässig skolgång.
Idag är det många med efternamnet Nolsøe, de är alla släkt med Nólsoyar Páll eller hans bröder.

### Sjömannen
Efter att ha seglat som skeppsförare för ett amerikanskt köpmanshus sedan 1791, under den tid han inte längre var kvar på Färöarna utan mest var i Marseille och Paris och senare även Amerika, Västindien, England, Portugal, Norge, Danmark och många andra länder, kom han år 1798 hem igen och blev förare för ett danskt handelsskepp som seglade runt Färöarna. Samma år bodde han i Köpenhamn, där han gifte sig med en kvinna från hans hemö Nólsoy.
Den färöiska handeln var då ett kungligt monopol och styrdes av en kunglig färöisk och grönländsk handelskommission i Köpenhamn där Niels Ryberg var handelsförvaltare för Färöarna i Tórshavn.

### Bonden
År 1800 lämnade Nólsoyar Páll denna verksamhet och bosatte sig vid Klaksvík på Borðoy efter att ha gått in i sitt andra äktenskap med Maren Malene Ziska, som även blev hans hustru fram till hans död strax därefter. Maren Malene Ziska var dotter till en kungsbonde på Borðoy.

### Royndin Fríða
Tillsammans med några av sina bröder byggde han år 1804 det första däcksfartyget i Vágur som han kallade Royndin Fríða av ett gammalt skeppsvrak han köpt på auktion. Hans mål var att underlätta fiskandet och för att utbilda sina landsmän i sjöfart och dessutom att hjälpa orterna att exportera sina varor. Varor som inte var presenterade i handelstaxan, stod Nólsoyar Páll fri för att in- och utföra; men med hänsyn till de i handelstaxan upptagna varorna måste han söka handelskommissionen eller, när detta berörde honom, räntekammera om tillåtelse för ut- eller införsel. Nólsoyar Páll, som ivrigt började verka för införelse av frihandel på FÄröarna, kom snart på kant med den lokala bebyggelsen, som anklagade honom för smuggleri.

### Fuglakvæðið
År 1806 blev han intagen på ett häkte i Tórshavn, anklagad för förbjuden handel. Han blev dock inte dömd för smuggleri, men för en del mindre betydande förseelser. Strax därefter försökte Nólsoyar Páll stämma Streymoys sýslumaður för smyghandel i större omfång. Han skyllde på de lokala invånarna för att driva smuggelhandel. Han diktade det som är berömt på hans öar, Fuglekvad, där han angriper sina motståndare. Han menar att hans motståndare är en rovfågel och han själv är en strandskata.
| Färöiska | Ljudskrift | Danska |
| --- | --- | --- |
| Fuglurin í fjøruni við sínum nevi reyða mangt eitt djór og høviskan fugl hevur hann greitt frá deyða, Fuglurin í fjøruni. | [fuglurin ui fjøruni vi suinun nevi reija mangt aitt dsjour o høviskan fugl hevur hann graitt frå deija, fuglurin ui fjøruni] | Fuglen på stranden hvis næb er så rødt Uden den havde mangen en skabning og stolten fugl, døden mødt, Fuglen på stranden. |

Sedan dess har strandskatan, tjaldrið, varit Färöarnas nationalfågel.

### Kriget mot Storbritannien
Under Danmarks konflikt med Storbritannien i början av Napoleonkrigen släpptes Poulsen fri och arbetade ivrigt med att organisera införsel av nödvändiga produkter till Färöarna. Vid en tidpunkt blev hans båt sänkt av engelska styrkor och han själv togs till fånga. Inte desto mindre försökte han organisera handel med Storbritannien och blev frisläppt av de brittiska myndigheterna. Emellertid försvann han spårlöst snart därefter.